# Cubanichthys
Cubanichthys is een geslacht van straalvinnige vissen uit de familie van eierleggende tandkarpers (Cyprinodontidae).

## Soorten
- Cubanichthys cubensis (Eigenmann, 1903)
- Cubanichthys pengelleyi (Fowler, 1939)